# Paronychia lycica
Paronychia lycica är en nejlikväxtart som beskrevs av Mohammad Nazeer Chaudhri. Paronychia lycica ingår i släktet prasselörter, och familjen nejlikväxter. Inga underarter finns listade i Catalogue of Life.